# Rötviken
Rötviken är en bebyggelse (före 2015 klassad som en småort) i Hotagens distrikt (Hotagens socken) i Krokoms kommun i Jämtlands län. Den ligger cirka två kilometer väster om Hotagens kyrka och nio kilometer norr om Häggsjövik, längs med länsväg 340.
I Rötviken finns en bensinstation och en tillhörande butik med livsmedel och ett café.